# I skygge
I skygge er en roman fra 1998 skrevet af Erik Amdrup.

## Handling
Romanen handler om den midaldrende og temmelig desillusionerede læge Hartwig Larsen, der får sig et voldsomt chok, da han den sidste dag før sin sommerferie opsøges af den unge Maja Hansen, der beder ham hjælpe sig med oplysninger om hendes biologiske forældre.
Og det er med den største ulyst, Hartwig Larsen bruger ferien på sammen med den unge pige at finde frem til forældrenes ungdomsvenner. For ikke alene tvinger det ham til at genopleve den ungdom, han så omhyggeligt og smertefuldt har fortrængt, det tvinger ham også til at tage stilling til det uopklarede mord på Majas mor.